# Златоцвет
Златоцвет (лат. Glebionis) — род травянистых растений семейства Астровые (Asteraceae), распространённый в Северной Африке, Европе, Западной и Центральной Азии.

## Ботаническое описание
Однолетние травянистые растение. Корень стержневой. Стебель прямостоячий, обычно слабо разветвлённый. Листья очерёдные, более или менее перисторассечённые или перистолопастные.
Общее соцветие цимозное из 2—10 корзинок, или редуцировано до одиночной корзинки. Корзинки гетерогамные, с 10—30 краевыми цветками, расположенными в один ряд. Обёртки блюдцевидные или чашевидные. Венчики пестичных краевых язычковых цветков жёлтые или жёлто-белые; венчики трубчатых цветков диска жёлтые или красные.

## Виды
Род включает 3 вида:
- Glebionis carinata (Schousb.) Tzvelev — Златоцвет килеватый
- Glebionis coronaria (L.) Cass. ex Spach typus — Златоцвет увенчанный
- Glebionis segetum (L.) Fourr. — Златоцвет посевной